# Cuore (miniserie televisiva 2001)
Cuore è una miniserie televisiva italiana del 2001 diretta da Maurizio Zaccaro, liberamente tratta dall'omonimo romanzo di Edmondo De Amicis del 1886. Ha come protagonisti Giulio Scarpati e Anna Valle. A differenza del romanzo, dove il protagonista è un alunno e il tutto è raccontato dal suo punto di vista, in questa fiction il ruolo centrale è quello del maestro Perboni, interpretato da Scarpati.

## Trama
La storia ha luogo nel 1890, in una Torino che vive sullo sfondo di un'unità d'Italia ancora incompleta ma comunque proclamata da appena un ventennio. Il maestro Perboni si è da poco trasferito da Novara a Torino in seguito ai tradimenti inflittigli dalla moglie poiché lui non aveva potuto farle avere un figlio. Uomo pacato, umile e paterno con i suoi allievi, si ritrova a destreggiarsi con una scolaresca caratterialmente e socio-economicamente molto varia e colorita. Afflitto da una situazione familiare estremamente difficile, cioè l'esaurimento nervoso che ha colpito la moglie, dato che non ha potuto avere figli, insegna sin dall'inizio l'onestà e il rispetto ai suoi ragazzi, inculcando in loro principi di bene reciproco e fratellanza, così come di amor di patria, ma i suoi atteggiamenti lo mettono frequentemente in contrasto (peraltro mantenuto nei termini del più assoluto rispetto sia dell'età sia della gerarchia) col severissimo direttore, uomo d'indole buona, ma selettivo verso gli alunni e ossessionato dal fatto che la scuola da lui diretta deve essere priva di imperfezioni.
Perboni, dapprima schernito da allievi dalla personalità molto forte e ribelle (come ad esempio Franti, il monellaccio della classe che ride perfino in faccia al direttore e insulta e picchia i compagni più deboli), riesce a tenere unita la classe in maniera lodevole e cerca di andare incontro alle problematiche degli alunni, in particolare a quelle di Precossi e di Franti. Infatti riesce a porre fine alle botte date a Precossi dal padre, dato che egli vuole che il figlio lasci gli studi e vada a fare il fornaio, quando parla col padre della premiazione che avrebbe dovuto ricevere il figlio, alludendo alla cattiveria mostrata nel suo comportamento e parla con la madre di Franti per aiutarlo a non rovinarsi la vita; infatti Franti era stato sospeso per una settimana per aver rubato una moneta a Precossi, che era stata riconosciuta da quest'ultimo in quanto scheggiata, a questo punto Perboni parla col direttore per ridurre la sospensione, quest'ultimo lo asseconda, anche se contro voglia dato che ritiene che un docente non deve provvedere ad aiutare gli alunni che non mostrano comportamenti consoni alle regole, atteggiamento che gli viene contestato da Perboni. 
Tra gli obiettivi prepostisi c'è l'insegnamento del gioco del calcio, che stava nascendo e ciò fa sì che viene sospeso dal direttore dopo che gli ha ordinato di interrompere l'allenamento per un incontro, dicendogli che il suo dovere è solo quello di far studiare gli alunni, ma, quando gli alunni comunicano al direttore che l'avevano incitato loro all'incontro di calcetto, il direttore annulla la sospensione e dà al maestro il consenso per l'incontro. Non manca in seguito l'occasione al direttore di usare un'altra drasticità nei suoi confronti, in quanto lo allontana dalla scuola perché ha ospitato in casa il padre di Garrone, un anarchico che cercava di scampare alla polizia, anche se riconosce le buone intenzioni del maestro. Alla fine Perboni riesce a conquistare la stima e la benevolenza del direttore.
Il lavoro lo porta ad intrecciare la sua vita con quella di una giovane e bella maestra della scuola, che insegna ai bambini più piccoli, innescando tutti i buoni presupposti per una romantica ma "impossibile" storia d'amore. Soltanto successivamente alla morte della moglie Emma, in seguito ai forti attacchi di squilibrio mentale, il rapporto sentimentale tra Perboni e la maestra Margherita (come viene chiamato il personaggio ispirato alla "Maestrina dalla penna rossa", il cui ruolo viene sviluppato ben oltre gli accenni del libro di De Amicis) sarà reciprocamente confessato e potrà avviarsi al presunto "lieto fine".
Franti diventa l'eroe che salva la nonna dalla coltellata di un rapinatore; ed è colpevole solo di guardare le donne nello spogliatoio, da un buco nel muro; oltre qualche marachella, come legare i battenti del portone della scuola.

## Episodi
| nº | Titolo           | Prima TV         |
| -- | ---------------- | ---------------- |
| 1  | Primo episodio   | 11 novembre 2001 |
| 2  | Secondo episodio | 12 novembre 2001 |
| 3  | Terzo episodio   | 18 novembre 2001 |
| 4  | Quarto episodio  | 25 novembre 2001 |
| 5  | Quinto episodio  | 2 dicembre 2001  |
| 6  | Sesto episodio   | 3 dicembre 2001  |